# Lithomyrtus linariifolia
Lithomyrtus linariifolia är en myrtenväxtart som beskrevs av Neil Snow och Gordon P. Guymer. Lithomyrtus linariifolia ingår i släktet Lithomyrtus och familjen myrtenväxter.
Artens utbredningsområde är Northern Territory, Australien. Inga underarter finns listade i Catalogue of Life.